# Monkwearmouth Railway Bridge
Monkwearmouth Railway Bridge je obloukový železniční most v severoanglickém městě Sunderland, překonávající řeku Wear.
Most byl postaven jako součást Monkwearmouth Junction Line, železniční tratě spojující Brandling Junction Railway a Durham & Sunderland Railway. Architektem mostu byl Thomas Elliot Harrison a spolu s celou tratí byl most otevřen v roce 1879. Po dokončení se stal prvním železničním mostem na řece Wear. V současnosti je most využíván zelenou linkou newcastleského metra (od roku 2002) a nachází se mezi stanicemi St Peter 's na severní straně a Sunderland na jižní straně. Mostem prochází i železniční trať Durham Coast Line.
Hlavní obloukové rozpětí má délku 91,4 m a boční cihlové rozpětí jsou 7,6 m dlouhé. Mostovka se nachází 26 m nad hladinou řeky Wear. Hned vedle mostu Monkwearmouth Railway Bridge se nachází silniční most Wearmouth Bridge.